# Вишневе (Горішньоплавнівська міська рада)
Вишне́ве — село, Дмитрівська сільська рада, Горішньоплавнівська міська рада, Полтавська область, Україна.
Населення за даними 1982 року становило 80 осіб.
Село ліквідоване в ? році.

## Географія
Село Вишневе розташоване за 2-х км від села Волошине, на краю кар'єра гірничодобувного комплексу ВАТ «Полтавський гірничо-збагачувальний комбінат». Місцевість навколо села сильно заболочена.

## Історія
- ? — село ліквідоване. Нині на місці села кар'єр.